# Sonya Adler
Sonya Adler, född Oberlander 1862 i Odessa, död 1886, var en rysk-judisk skådespelare. Hon var känd som den första kvinnliga skådespelaren engagerad i den professionella jiddischteatern i Ryssland. Som scenkonstnär var hon känd under artistnamnet Sonya Michelson.
Adler engagerades 1878 i Israel Rosenbergs judiska teatersällskap, som bildats tidigare samma år som den första judiska teatern i kejsardömet Ryssland. Hon blev en av stjärnorna i teatern, som turnerade med framgång i Ryssland fram till 1881. De svåra pogromer som följde efter 1881  gjorde att jiddischteatern förbjöds två år senare, och hon och hennes make Jacob Adler emigrerade till Storbritannien.